# 愛乃なみ
愛乃 なみ（いとしの なみ、1994年1月3日 - ）は、日本の元AV女優。

## 略歴・人物
異なるプロフィールがいくつかある。
- FANZAプロフィールでは、生年月日:1994年1月3日、T:163cm、B:96(G)・W:59・H:85としている[2]。
- XCITYプロフィールでは、生年月日:1992年11月30日としている[3]。
- 「現役モデル美女と冴えないパンストフェチの僕」のケース裏面のプロフィールでは、T:168cm、B:87(G)・W:58・H:88としている[4]。
- 「ダイナマイトソープ嬢」のケース裏面のプロフィールでは、T:165cm、B:96(G)・W:59・H:88としている[5]。

趣味:おしゃれ、睡眠。
性格:素直になれなくて、いつもツンツンしてしまう。お酒が大好きで、酔うと明るくなり記憶を飛ばしがち。

## 出演作品

### アダルトビデオ（撮りおろし作品）
※主な単体作品のみ表示
2012年
- BLACK GAL 逆レイプ-男に飢えた黒ギャルGcup絶品BODY-（12月19日、kira☆kira）

2013年
- 綺麗なお姉さんの下品な腰振り（1月13日、E-BODY）
- 街で見かける気になる娘 09（6月11日、フルセイル）
- 天使の降る夜。3（7月12日、S級素人）
- 媚薬2穴アクメトリップ!（7月19日、MVG）
- RACE QUEEN NAMI〜流出！現役GカップレースクィーンのプライベートSEX〜（8月7日、BeFree）
- 出張でビジネスホテルに泊まったコトがある人なら、誰でも一度は経験した事があるハズ！ホテルウーマンと部屋で2人きりになって、ドキドキする時！もしかして、オレに気があるのかな？と思った瞬間!（8月16日、クリスタル映像）
- 朝から晩まで中出しセックス 3（8月22日、アイエナジー）
- 抜かずの14発アナル中出し（8月23日、EROTICA）
- 花魁撫子でありんす 花魁10号（8月23日、ONE DA FULL）
- 巨乳女教師の誘惑（9月19日、OPPAI）
- 恋【ren / ya】夜-。 For You. 第二章（9月20日、プレステージ）
- バイクの購入に渋っていたら、女整備士とヤレた。購入が決まった今日も、女整備士とヤレてる。（10月22日、フルセイル）
- ダイナマイトソープ嬢（11月21日、SOSORU）
- CFNM 着衣の極意（11月25日、AVS collector’s）
- エロすぎるカラダ ヌルヌルBODYと激エロSEX（12月11日、Magic）
- ぶっかけ撃射MAX！ ザー汁美顔レイプ（12月13日、AVS collector’s）
- 人気のあ●ちゃんを探せ! リアル海女をナンパ即ハメ（12月13日、S級素人）他出演:おくゆみ子
- パーフェクトボディレースクイーン（12月19日、SOSORU）

2014年
- Hcupくびれボイン 新人ソープ嬢（1月13日、MOODYZ）
- 聖戦士 おげれつ仮面 エピソード 1（1月24日、トータル・メディア・エージェンシー）
- 中出しを教えるヤリマン巨乳OL（1月25日、本中）
- お叱りエステ（2月1日、MOODYZ）
- 朝から晩まで子作り三昧（2月1日、ワンズファクトリー）
- 聖戦士おげれつ仮面 エピソード 2（2月7日、トータル・メディア・エージェンシー）
- ぐちょぐちょ濡れまくり! 王道生中出しSEX（3月13日、CREAM PIE）

2015年
- 最高級ボディ淫乱女と中出し性交（10月13日、Red Cat）

### アダルトビデオ（オムニバス作品、編集もの、BESTもの）
2013年
- 逆痴漢★男を襲う超絶品BODY猛烈乱交（2月19日、kira☆kira）他出演:さとう遥希、仁科百華
- 高身長グラマラス33人（5月13日、E-BODY）他出演:かすみりさ、愛原さえ、一戸のぞみ 他
- 特命派遣★ギャル社員 ーオフィスに潜むS-BODY GALS（5月19日、kira☆kira）他出演:波多野結衣、北川エリカ 他
- 最上級! 完璧BODY6時間（5月19日、kira☆kira）他出演:さくら悠、さとう遥希、桜木莉愛 他
- 家庭訪問先で出されたお茶の媚薬効果に逆らえず悶絶しイキまくる美人教師（6月1日、DOC）他出演:麻月マリー、秋菜はるか
- 僕たちはその隙間を見逃さない!魅惑の三角地帯を放置している激カワ娘を見ていると、つい○○したい衝動に駆られて…（6月11日、DOC）他出演:大嶋かりな、脇阪エム
- 親の意向で風俗面接に連れていかれ実技講習で近親相姦し父の目の前で生中出しされる高校卒業したばかりの娘（6月20日、ディープス）他出演:栄倉彩、飯田せいこ 他
- 代官山通りの美人ばかりを食らうレズエステ盗撮（7月1日、変態紳士倶楽部）他出演:希咲あや、友田彩也香 他
- カーウォッシュギャルレイプ（7月18日、	グローリークエスト）他出演:杏紅茶々、美月優芽 他
- 働くオンナ猟り vol.02（8月1日、プレステージ）他出演:夏目優希、白鳥ゆな、八嶋みか 他
- リアル一般人カップル×真性中出し!! 5 生ハメ挿入1000回ピストンで顔射できたら100万円!!（8月8日、ソフトオンデマンド）他出演:小泉真希、桃井杏南 他
- 「寝取られ願望」 愛する妻が目の前の他人チ○ポに戸惑い!欲情！生中出し!!自慢の妻をハダカで男湯へ 2（8月24日、ソフトオンデマンド）他出演:あすか光希 他
- スレンダーグラマラス特選4時間（9月1日、MOODYZ）他出演:JULIA、七色あん、峰なゆか 他 全18名
- ネットリお掃除フェラ付き40SEX（9月13日、E-BODY）他出演:青山菜々、杏美月、椎名ゆな 他
- 「カップル限定」マジックミラー号の中で、自慢の彼女を「寝とって」真正中出し! 8（10月10日、ソフトオンデマンド）他出演:有本紗世、滝沢かのん、藤北彩香 他
- DOUBLEメンズエステ 2人の美人エステティシャンとワイセツ3P（10月11日、TMA）他出演:山梨ゆず、大塚もも、朝倉ことみ 他
- 美女×美ボディ限定40人（10月13日、E-BODY）他出演:麻美ゆま、青山菜々、初音みのり、かすみりさ 他
- BLACK GAL 黒GAL限定!腰振り騎乗位ロデオFUCK8時間スペシャル（10月19日、kira☆kira）他出演:さとう遥希、大槻ひびき、瀬名あゆむ 他
- 厳選!超激揺れ美爆乳GAL8時間スペシャル（10月24日、kira☆kira）他出演:浜崎りお、桜木莉愛、さくら悠 他 全56名
- ランジェリーナ 8時間BEST（11月1日、ワンズファクトリー）他出演:波多野結衣、原千草、上原保奈美 他
- 顔面偏差値が高いイマドキのブロガー女子をなんとか口説いて一日限りのAV出演に成功しました。 2（11月8日、S級素人）他出演:早乙女凛、春日もな 他
- 高画質 日替わりSEX8時間 2（11月19日、E-BODY）他出演:麻美ゆま、初音みのり、かすみりさ、森ななこ、佳山三花 他
- マ●コでイク！アナルでもイク！ 2穴アクメW性器掻き回し 8時間（11月19日、MVG）他出演:澤村レイコ、辻本りょう、長谷川なぁみ 他
- 乳首攻め騎乗位 34人（12月13日、E-BODY）他出演:風間ゆみ、妃乃ひかり、小澤マリア 他
- 東洋一のクビレ巨乳 8時間（12月13日、E-BODY）他出演:麻美ゆま、工藤美紗、里美ゆりあ、成瀬心美 他 全50名
- 裏山にはえた「媚薬キノコ」を食べてしまった欲求不満な兄嫁が発情! 兄たちがゴルフに行ってしまったので兄嫁は僕のチ○ポを奪い合うのです（12月13日、MOODYZ）他出演:橘ひなた、冴島かおり 他
- BLACK GAL 黒GAL限定! 尻丸出しバック激突かせ 8時間スペシャル（12月19日、kira☆kira）他出演:桜井あゆ、北乃ちか、ほしあすか、さとう遥希 他 全68名
- どこから観てもクライマックス!! 女がイク瞬間 8時間（12月21日、ワンズファクトリー）他出演:つぼみ、川上ゆう、澤村レイコ、波多野結衣 他

2014年
- 目が奪われる瞬間 vol.08（1月1日、Magic）他出演:西條カレン、春日もな 他
- 高画質 この「カ・ラ・ダ」超絶品。16時間 Vol.2（1月19日、ROOKIE）他出演:JULIA、乃々果花、尾上若葉 他
- 完璧なカラダ8時間スペシャル（1月19日、kira☆kira）他出演:北乃ちか、ほしあすか、西條るり 他
- お姉さま4人と1日で40回も子作り（2月1日、ZUKKON BAKKON）他出演:波多野結衣、さとう遥希 他
- 睨まれレイプ 2（2月1日、MOODYZ）他出演:波多野結衣、澤村レイコ
- 女のカラダは腰使いで決まる! 4時間 8（2月14日、宇宙企画/BAZOOKA）他出演:椎名まりな、浜崎真緒、春日もな 他
- 自ら応募!カラダに自信があるS級素人たち（2月28日、S級素人）他出演:新城あゆみ 他
- じっくり最後まで搾り取る!!お掃除フェラBEST（3月1日、ワンズファクトリー）他出演:つぼみ、さとう遥希、上原亜衣、野宮さとみ 他 全32名
- 敏感すぎるド級シロウト娘。 GROUP 3（3月11日、フルセイル）他出演:木下若菜、紗奈さくら、乙葉 他
- 真っ昼間から無料お試しエステの勧誘に乗ってくる人妻は、欲求不満で簡単にカラダを許すって本当だった!!オイルエステマッサージでガン勃ちチ●ポを受け入れる! 3（3月14日、スクープ）他出演:永野愛美、鳥井美希、萌雨らめ 他 全5名
- 高画質!超人気GAL31人日替わりSEX8時間（3月19日、kira☆kira）他出演:紅音レイラ、北乃ちか、滝本アリサ 他
- 脱がさず挿入！パンツずらしハメ（4月13日、MOODYZ）他出演:さとう遥希、月野りさ、二宮沙樹 他
- 2013年ゴックン・中出し・アナルでヤリまくり!全作品・全シーン入り完全版BEST（4月19日、MVG）他出演:尾上若葉、澤村レイコ、咲田ありな、つぼみ 他
- 膣奥射精で確実に子宮に届かせる直射中出し8時間25人!!（5月1日、ワンズファクトリー）他出演:風間ゆみ、江波りゅう、つぼみ、澤村レイコ 他 全25名
- 媚薬漬け! 3穴イカセ8時間（5月19日、MVG）他出演:みづなれい、羽月希、間宮純 他
- キミだけに見せつける! スケベな女10人!! マ○コ指入れ濃厚精子でグチョグチョオナニー!!（6月25日、本中）他出演:水城奈緒、松井加奈、篠宮ゆり 他
- ご近所の無防備奥様を生中出し斬り!! 2（6月27日、S級素人）他出演:佐伯かのん、加藤あやの 他
- 高画質!GAL青姦8時間スペシャル-灼熱太陽の下で猛烈に絡み合うギャル達-（7月19日、kira☆kira）他出演:長谷川リホ、桜井あゆ、蓮実クレア 他
- 高画質!逆レイプ8時間スペシャル-男を犯ス超絶ギャルのおち○ぽ狩り-（7月19日、kira☆kira）他出演:長谷川リホ、藤原ひとみ、大槻ひびき 他
- 女を見降ろす!後ろから生ハメ!バックで本物中出し18発!（7月25日、本中）他出演:水城奈緒、琥珀うた、上原亜衣、伊藤りな 他
- オッパイはでっかい方が絶対イイっ! 巨乳美女たちのSEX4時間（8月1日、ワンズファクトリー）他出演:風間ゆみ、妃乃ひかり、森ななこ、波多野結衣 他 全24名
- 密着する唇と性器 ディープキスファック40人（8月13日、E-BODY）他出演:高橋エミリー、山手栞 他
- ハメ狂い激振騎乗位8時間!（9月7日、BeFree）他出演:織田真子、波多野結衣、椎名ゆな、緒川凛、周防ゆきこ 他
- お姉さま限定!! いやらしすぎる膣内に搾り取られる中出しBEST（10月1日、ワンズファクトリー）他出演:風間ゆみ、菜月綾、星野あかり、妃乃ひかり 他 全21名
- 高画質 触って良し、揉んで良し、むしゃぶりついて良し! 美しすぎる神乳16時間（10月19日、ROOKIE）他出演:吉永あかね、麻美ゆま、上原亜衣 他
- 絶品お姉様×アナルSEX イイ女のイイ尻穴8時間（10月19日、MVG）他出演:松岡聖羅、島崎麻友、澤村レイコ 他
- 本中先生が教えてくれる本当に気持ちのいい中出し（10月25日、本中）他出演:澤村レイコ、倉多まお、市来美保、原千草 他
- RQ RACE QUEEN 8時間BEST（11月7日、BeFree）他出演:椎名ゆな、浜崎真緒 他
- グラマラスBODY×極エロ着衣SEX 20本番8時間Special 2（11月7日、BeFree）他出演:山手栞、波多野結衣、周防ゆきこ 他
- 激淫RQ 中出し爆速FUCK（11月13日、CREAM PIE）他出演:瑠奈・沙藤ユリ
- 高画質! 凄テク淫口フェラチオ8時間（11月19日、kira☆kira）他出演:上原亜衣、大槻ひびき、川村まや、松本メイ 他
- 魅惑の美脚パンストSEX8時間（12月7日、BeFree）他出演:大場ゆい、神波多一花、波多野結衣 他
- 究極ゴックンメーカーM'sVideoGroup9周年99タイトル8時間（12月19日、MVG）他出演:希咲エマ、中島京子、市川まほ 他

2015年
- 日焼けあと 総集編8時間（1月1日、MOODYZ）他出演:さとう遥希、椎名ゆな、JULIA、倉多まお 他
- クチだけでイカす! ノーハンドフェラ4時間（1月1日、MOODYZ）他出演:佐山愛、さとう遥希、春原未来 他
- 今一番抱きたいカラダ50人 BEST OF E-BODY COLLECTION 8時間（1月13日、E-BODY）他出演:上原亜衣、希咲エマ、吉川あいみ 他
- 睨まれレイプ全作品収録総集編 ～あなたを突き刺す24の瞳～（2月13日、MOODYZ）他出演:沖田杏梨、かすみひかり、真木今日子、波多野結衣 他 全12名
- 巨乳女教師の誘惑16時間BEST（2月19日、OPPAI）他出演:めぐり、椎名ゆな、JULIA 他
- 体中で飲み干す! 3穴ごっくん! 中出し28発・アナル29発・ごっくん30発 vol.2（2月19日、MVG）他出演:北川エリカ、長谷川リホ、倉多まお 他
- オイルマッサージ店で新人研修中、爆乳若奥様に「ねえ、中に出して」とせがまれたら、あなたならどうする？出す？出さない? 2（2月27日、スクープ）他出演:綾瀬みなみ、里咲しおり 他
- 働くお姉さんの美尻アナルまる見えSEX8時間（3月7日、BeFree）他出演:つぼみ、かすみりさ、波多野結衣、長谷川ミク、大槻ひびき 他
- 媚薬漬け! 3穴イカセ8時間 vol.2（3月19日、MVG）他出演:みづなれい、ありさ、南梨央奈、間宮純 他
- 高画質! 超絶完璧BODYの超人気黒GAL31人日替わりSEX8時間（3月19日、kira☆kira）他出演:酒井ももか、長谷川リホ、秋吉ひな 他
- 前戯から射精までキチンと収録! 働くお姉さんの26本番8時間（5月7日、BeFree）他出演:青山菜々、篠田あゆみ、波多野結衣、浜崎真緒 他
- 独自ルートで入手した流出動画BEST8時間スペシャル（5月8日、S級素人）他出演:水樹りさ、浜崎真緒、春日もな 他
- 女のカラダはウエストU59で選ぶ。（6月13日、E-BODY）他出演:吉川あいみ、希咲エマ、佳山三花、山手栞 他
- 人妻・美魔女 ごっくん・アナル・中出し・フィスト 4時間（8月19日、MVG）他出演:蓮実クレア、中島京子、晶エリー、京野明日香、北川エリカ 他 全23名
- 激揺れする巨乳を眺めながら快感射精する騎乗位SEX8時間BEST（8月19日、OPPAI）他出演:上原亜衣、波多野結衣、佐山愛 他
- 淫猥美女顔射（8月20日、SOSORU）他出演:風間ゆみ、佐々木恋海、秋吉ひな、大場ゆい 他
- SUPER BODY 8時間（10月1日、Magic）他出演:本田莉子、吉永あかね、倉多まお 他
- 着衣の極意BEST 4時間（10月13日、AVS collector’s）他出演:神波多一花、通野未帆 他
- いい女のイキ顔 20人4時間（10月22日、アイエナジー）他出演:葉月七瀬、水野朝陽、尾上若葉、波多野結衣、さとう遥希 他
- 恋夜 The complete series 8時間（12月19日、プレステージ）他出演:成瀬心美、さとう遥希、大槻ひびき 他 全31名
- わたしのパンストつま先を舐めて下さい。（12月25日、シャーク）他出演:橘優花、綾瀬なるみ

2016年
- 絶頂中出し100連発 8時間（1月1日、ワンズファクトリー）他出演:椎名ゆな、夏目優希、大槻ひびき、つぼみ 他
- 激突きバック!! アナル中出し 4時間（1月19日、MVG）他出演:篠田あゆみ、水原さな、羽月希 他
- 上から跨る巨乳お姉さんのハメ狂い騎乗位（2月7日、BeFree）他出演:青山菜々、森ななこ、椎名ゆな、尾上若葉 他
- ちんちんクリクリ 痴女お姉さんが射精管理してあげるっ!気持ち良すぎる絶頂チ○コ責め8時間（3月19日、ROOKIE）他出演:希志あいの、上原果歩、大場ゆい 他
- ぽっかり＆ひくひくアナル総集編（3月19日、MVG）他出演:篠田あゆみ、上原亜衣、夏目優希 他
- スレンダーBODYの細身巨乳31人とセックス三昧日替わりBEST（4月1日、MOODYZ）他出演:沖田杏梨、JULIA、篠田あゆみ 他
- 絶品BODYの極エロ着衣 中出しSEX30本番8時間（4月7日、BeFree）他出演:春菜はな、水野朝陽、つぼみ、波多野結衣 他
- ノンストップでおっぱいが揺れまくる巨乳ならではのフェラチオ8時間BEST（4月19日、OPPAI）他出演:佐山愛、めぐり、波多野結衣 他
- 巨乳娘と毎日日替わりSEX豪華3ヶ月分91人8時間BEST（5月19日、OPPAI）他出演:佐山愛、沖田杏梨、澁谷果歩、上原亜衣 他
- 無防備にお尻を突きだす美女達に手加減抜きの激速バック中出しBEST（7月1日、ワンズファクトリー）他出演:篠田あゆみ、湊莉久、上原亜衣、成宮ルリ 他
- 唸れBlackCock! 黒人の極太男根にメリメリ蹂躙される大和撫子たち（7月1日、Red Cat）他出演:希咲あや、可愛まゆ 他
- 女としてよりヒトとして狂ってるブッ飛び逝き総集編（7月19日、MVG）他出演:篠田あゆみ、小早川怜子、希咲エマ 他
- 美巨乳ギャル48人の大迫力激揺れSEX 8時間BEST!!（8月19日、kira☆kira）他出演:さくら悠、桜木莉愛、仁科百華 他
- 極上美尻TバックBEST 2（9月1日、ワンズファクトリー）他出演:篠田あゆみ、本田莉子、かすみ果穂 他
- 顔が埋もれるほどお尻をメリ込ませる顔面騎乗位8時間（9月19日、ROOKIE）他出演:風間ゆみ、吉沢明歩、麻美ゆま 他
- 「このチ○ポしゅきぃ～！精子大しゅきぃ～!」って顔でベロベロフェラチオ（9月19日、MVG）他出演:安野由美、あおいれな、星川麻紀、美咲かんな 他

2017年
- 全部バック中出し100連発!! 8時間（10月13日、本中）他出演:上原亜衣、みなみ愛星、白咲碧、宮崎あや 他

2018年
- スーパーアイドル級の美少女限定!! 顔だけでたっぷりヌケるS級 殿堂美女40人!!（5月25日、S級素人）他出演:水谷心音、川村まや、湊莉久 他
- 性感帯が2つあるなら2穴とも玩具でイカせよう。（6月19日、MVG）他出演:夏目優希、水原さな、初美沙希 他 全39名
- ぽっかり＆ひくひくアナル総集編 2（7月19日、MVG）他出演:上原亜衣、西田カリナ、羽月希 他 全26名
- 日焼けあとが残るドエロボディの女の子とSEX8時間 SUMMER LOVE! LOVE!（8月19日、ROOKIE）他出演:星野あかり、森ななこ、波多野結衣、希崎ジェシカ 他

2021年以降
- 巨乳フェチくびれフェチに贈る絶景アングル!! スレンダー美巨乳ボディ限定 エビ反り・痙攣アクメ50本番8時間（2021年5月13日、E-BODY）他出演:桜ここみ、乙葉真希、JULIA、水咲カレン 他
- 半外半中リアルガチ中出し35連発5時間（2021年10月12日、アリスJAPAN）他出演:遥花しいな、水城りの、星野ひびき、斉藤みゆ 他
- 【巨乳ちゃん限定】オッパイが激揺れしまくる射精寸前のピストンラッシュ91連発（2022年5月10日、アリスJAPAN）他出演:麻美ゆま、櫻井ゆうこ、葉月奈穂、羽生アリサ 他
- 中出し寸前の一番気持ちいい生ピストン63連発（2022年7月12日、アリスJAPAN）他出演:羽田希、市川まほ、寺崎泉、佳苗るか 他